# Terpandros z Lesbu
Terpandros (7. století př. n. l.) byl řecký lyrik a hudebník. Z jeho díla se dochovalo jen velmi málo. Pocházel z ostrova Lesbu, působil ale ve Spartě. Dochoval se záznam o tom, že vyhrál několik hudebních a literárních soutěží a měl velký vliv. Terpandros byl zakladatelem řecké hudby – zavedl sedmistrunou lyru, kitharu a hudební formy, které hráči na tyto nástroje dodržovali. Byl ovlivněn thráckou, delfskou a lýdskou hudbou. Zhudebnil homérské hymny a vytvořil také několik skladeb na vlastní texty, které se ale nedochovaly.